# Kaćevo
Kaćevo (cyr. Каћево) – wieś w Serbii, w okręgu zlatiborskim, w gminie Prijepolje. W 2011 roku liczyła 59 mieszkańców.